# Trấn Hải

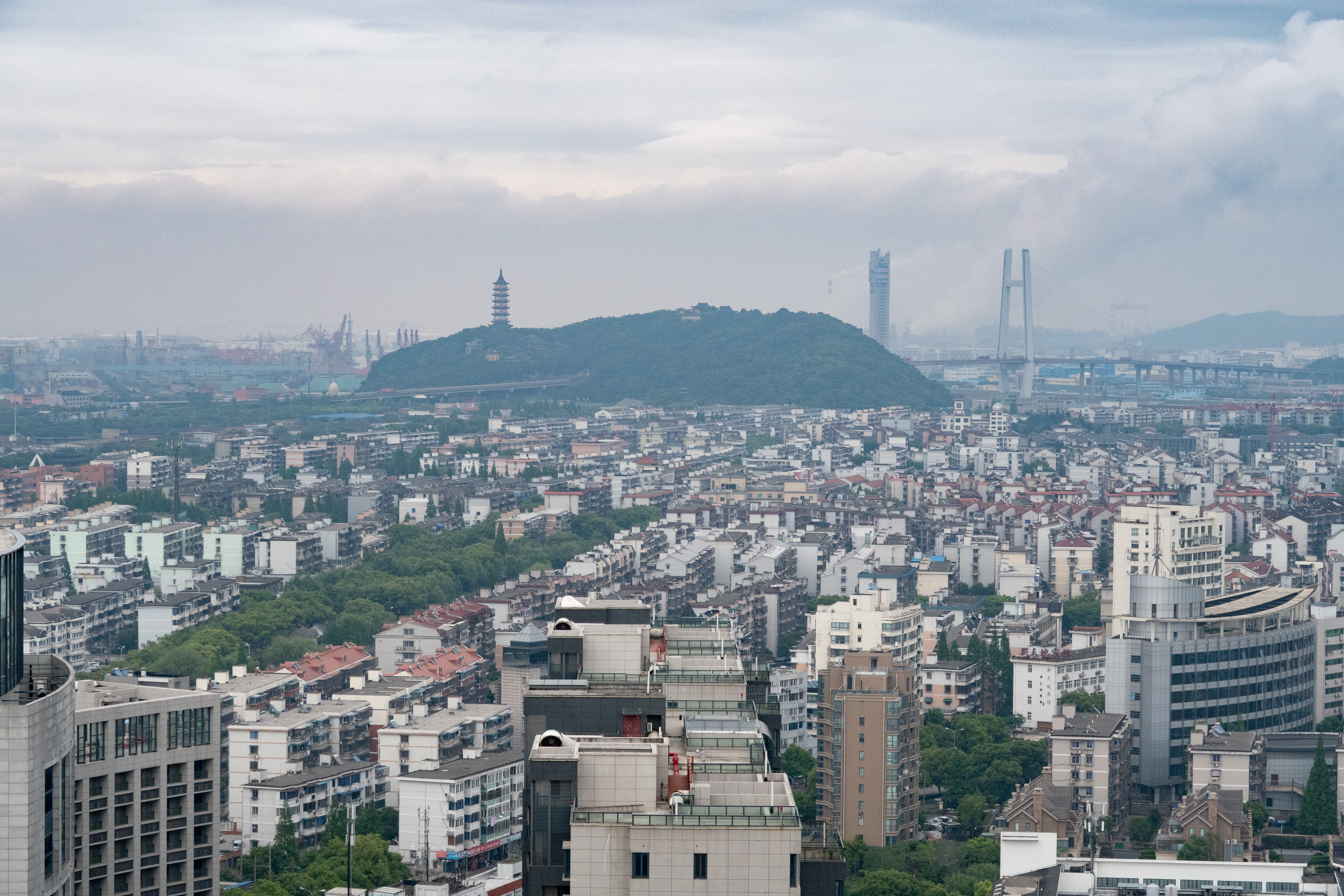
Trấn Hải

Trấn Hải (chữ Hán phồn thể: 鎮海區, chữ Hán giản thể: 镇海区, pinyin: Zhènhǎi Qū, âm Hán Việt: Trấn Hải khu) là một quận thuộc địa cấp thị Ninh Ba, tỉnh Chiết Giang, Cộng hòa Nhân dân Trung Hoa. Quận Trấn Hải có diện tích 218 km², dân số 220.000 người. Mã số bưu chính của Trấn Hải là 315200. Chính quyền nhân dân quận đóng ở số 112, đường Thắng Lợi của nhai đạo Chiêu Bảo Sơn. Về mặt hành chính, quận Trấn Hải được chia thành 4 nhai đạo, 2 trấn. Các đơn vị này lại được chia ra thành 9 khu dân cư, 66 thôn hành chính (năm 2002).
- Nhai đạo: Chiêu Bảo Sơn, Giao Xuyên, Trang Thị, Lạc Đà.
- Trấn: Hải Phổ, Cửu Long Hồ.